# Bassinvaders
Bassinvaders (también conocida como Markus Grosskopf's Bassinvaders) es una banda de metal experimental creada por el bajista de Helloween Markus Grosskopf. Se caracteriza por estar compuesta de varios bajistas y no incluir ninguna guitarra convencional de 6 cuerdas, ya sea eléctrica o acústica.

## Discografía
| Lanzamiento         | Título          | Compañía         |
| ------------------- | --------------- | ---------------- |
| 25 de enero de 2008 | Hellbassbeaters | Frontier Records |